# Church Hill Tunnel
De Church Hill Tunnel is een voormalige spoortunnel in de Amerikaanse stad Richmond (Virginia). De tunnel werd in 1873 geopend door de Chesapeake and Ohio Railway (C&O - thans CSX Transportation) en heeft een lengte van zo'n 1200 meter. De naam verwijst naar de historische wijk Church Hill waar de tunnel onderdoor loopt.
De Church Hill Tunnel verkreeg landelijke bekendheid door de vele instortingen die plaatsvonden. Al tijdens de bouw kwamen delen van de tunnel naar beneden, maar ook na de opening bleef de tunnel voor problemen zorgen. Op 2 oktober 1925 sloeg tijdens renovatiewerkzaamheden het noodlot toe: de Church Hill Tunnel stortte over een lengte van ruim zestig meter in, met vier doden vielen en tientallen gewonde werklieden als gevolg. Van drie personen is bekend of wordt vermoed dat ze op slag dood waren; een vierde overleed dezelfde dag nog aan zijn verwondingen. De stoomlocomotief, wagons en lichamen van minstens twee werklieden zijn vanwege de hoge financiële kosten en verder instortingsgevaar nooit geborgen en bevinden zich dus nog in de tunnel.

## Geschiedenis

### Bouw en opening

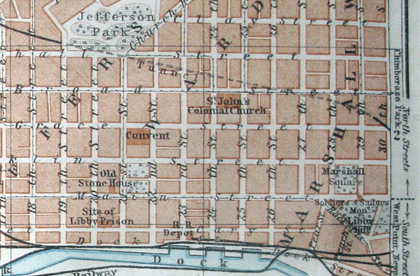
Uitgestippelde route van de Church Hill Tunnel (1901)

In 1871 werd een plan van de Chesapeake & Ohio Railway (C&O) om een tunnel onder de wijk Church Hill aan te leggen goedgekeurd door het stadsbestuur van Richmond. Er werd een toelage van 300.000 dollar toegekend om de bouw ervan te bekostigen. Door de tunnelverbinding kon de C&O zijn bestaande lijnen in Richmond koppelen en zo Newport News en Virginia Springs, een zomerresort, bereiken. Op 1 februari 1872 werden de eerste graafwerkzaamheden aangevangen. De bouw van de tunnel stond onder supervisie van H.D. Whitcomb, uitvoerend ingenieur bij de C&O, en Channing M. Bolton, een ingenieur uit de confederate army. Reeds op 25 mei van dat jaar volgde de eerste kleine instorting, waardoor assistent-ingenieur James Bolton het leven liet. Door het ongeval eisten werklui per direct een hoger arbeidsloon. Bijna een jaar later, op 14 januari 1873, werd tijdens het graven per ongeluk een gasleiding geraakt, waarna het huis direct boven de locatie schade opliep en een deel van de heuvelgrond instortte.
Nadien volgden nog enkele instortingen, waarbij werkers vast kwamen te zitten of om het leven kwamen. Minstens negen van hen zijn overleden. Ook de pastorie van de historische kerk boven de tunnel stortte in. Hierop besloot het kerkbestuur om het kerkgebouw van de hand te doen en een nieuwe kerk op een nabijgelegen locatie te bouwen. Op 11 december 1873 kwam wederom een tunnelwerker vast te zitten, waarna hij om het leven kwam. Ondanks dat werd de tunnel diezelfde dag nog officieel geopend. Wel waren de bouwkosten inmiddels meer dan verdubbeld: van 300.000 dollar naar 1,1 miljoen dollar.
De instortingen waren het gevolg van de broze aard van de tunnel: Church Hill was volledig gebouwd op mergel, een kleisoort die erom bekendstaat uit te zetten bij vocht en te krimpen bij droogte. De aanwezigheid van vocht in de tunnel was te wijten aan hevige regenval enerzijds en aan grondwater dat werd aangevoerd uit de nabijgelegen rivier James anderzijds. Ook de bouwconstructie bleek een beperkende factor: er werd gebouwd met een zogeheten bloksysteem, dat ongeschikt was voor het aanleggen van tunnels onder zachte grond.
In de jaren na de opening bleef de mergel voor problemen zorgen, waardoor er geregeld reparaties plaatsvonden en verstevigingen moesten worden aangebracht. In de jaren 1890 nam de C&O de Richmond and Alleghany Railroad (R&A) over, dat een ander traject volgde. Hierop werd besloten om dat traject te verbeteren en een dubbellaags spoorviaduct te bouwen, onder meer om zo geen gebruik meer te hoeven maken van de problematische tunnel. Nadat de bouw daarvan in 1901 voltooid was, werd de Church Hill Tunnel in 1902 officieel buiten gebruik gesteld en bleef deze slechts geopend voor incidentele omleidingen en het keren van treinen. Wel werd de tunnel sedert 1913 nog van een korte verlenging naar Grace Street voorzien, maar door opgelopen schade aan het tunnelplafond in 1915, konden er uiteindelijk geen treinen door de (verlengde) tunnel rijden.

### Noodlottig ongeval en sluiting

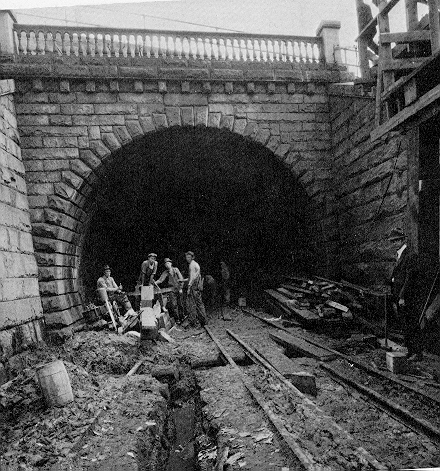
De tunnel, vlak vóór de instorting (1925)

Anno 1925 besloot de C&O tot heringebruikname van de Church Hill Tunnel, dit om de capaciteit te vergroten. Hiervoor moest de tunnel echter worden gerenoveerd en verstevigd, om grotere treinen aan te kunnen en nieuwe instortingen te voorkomen. Voor de versteviging werd aan betonnen portalen gedacht, die aan de oude tunnelwanden konden worden bevestigd. Op 2 oktober van dat jaar, een paar dagen na aanvang van de werkzaamheden, sloeg echter het noodlot toe. De werktrein, bestaande uit een stoomlocomotief, tien platte wagons en diverse werklieden, was de tunnel aan de oostzijde binnengegaan. In de tunnel was puin, klei en ander materiaal opgeruimd, en een nieuwe waterafvoer langs de randen en bij de tunnelportalen gegraven. Toen de trein het westportaal bijna bereikt had om de tunnel te verlaten, vond om 15:30 wederom een instorting plaats, als gevolg van verzakking door de nieuwe waterafvoer.

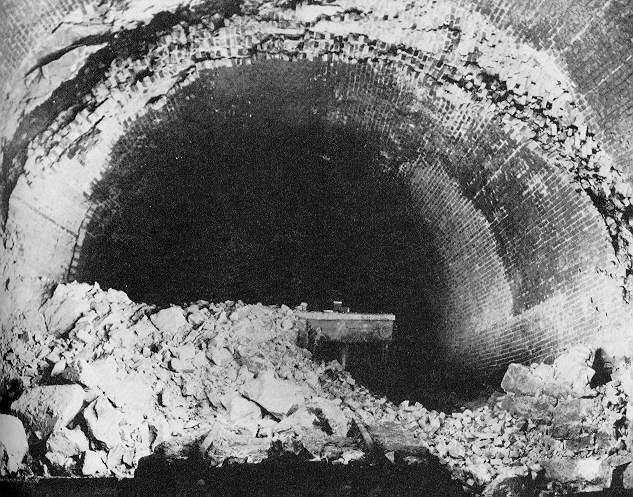
Wagon onder het tunnelpuin (1925)

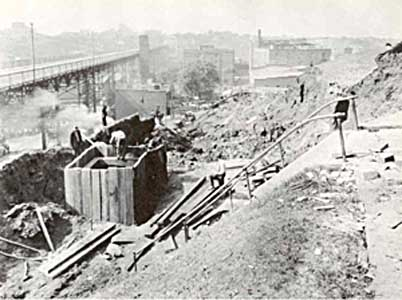
Reddingsactie van bovenaf (1925)

Ongeveer 200 werklieden overleefden het ongeval door onder de wagons door te kruipen en de tunnel aan de oostzijde te verlaten. Wel liepen zij botbreuken op. Ook de stoker, Benjamin F. Mosby, wist met enige moeite te ontkomen; hij overleed later die dag (volgens een andere bron de volgende dag) in het ziekenhuis aan verwondingen die hij had opgelopen door heet water dat uit de gescheurde stoomketel van de trein was gevloeid. Machinist Thomas J. Mason, die meer dan veertig jaar in dienst was bij de C&O, overleed ter plaatse, evenals twee werklieden, Richard Lewis en H. Smith. Het lichaam van Mason werd acht dagen later - op 10 oktober - in de cabine aangetroffen na een reddingsactie van bovenaf; de lichamen van de twee overgebleven werklieden zijn nooit gevonden. In tegenstelling tot Mosby, was Mason vast komen te zitten in de cabine, waardoor hij niet de kans kreeg op een ontsnappingspoging. Hoeveel arbeiders precies om het leven zijn gekomen in de tunnel is nooit opgehelderd, daar er geen lijst met namen voorhanden was. De laatste arbeider die wist te ontsnappen verklaarde tegenover de politie dat hij tijdens zijn vlucht nog wel collegae hoorde schreeuwen. De stoomlocomotief (C&O, nr. 231), wagons en de lichamen van de werklieden zijn vanwege de hoge financiële kosten (ruim 30.000 dollar) en verder instortingsgevaar nooit geborgen en bevinden zich dus nog in de tunnel.
Enkele maanden later, in 1926, werd de Church Hill Tunnel door de Virginia State Corporation Commission, die toentertijd het spoor beheerde, hermetisch afgesloten. Aan de westzijde gebeurde dit door het hele tunnelportaal af te sluiten; aan de oostzijde werd iets verderop in de tunnel een muur opgetrokken. Zo kon het oostelijk deel van de tunnel nog gebruikt worden voor het keren van treinen. Ergens na 1981 zijn de sporen van en naar de tunnel opgebroken; in de tunnel zelf zijn alle sporen nog aanwezig.

### Verder verloop en nieuwe reddingstocht
In 1962 stortte wederom een deel van de tunnel in, met als gevolg dat het huis erboven in een zinkgat terechtkwam en een arbeider om het leven kwam. Ook bij enkele andere instortingen door de jaren heen zijn huizen beschadigd, evenals een muur van de historische kerk nabij 25th Street en Broad Street. Begin 21e eeuw was er een opnieuw een zinkgat, waardoor een muur van een huis en tennisveld schade opgelopen.
In 1998 ging Mark Holmberg, een verslaggever van de krant Richmond Times-Dispatch, op expeditie met het doel om te zien hoe de tunnel er op dat moment bij stond en of een eventuele redding van de trein en achtergebleven lichamen nog mogelijk was. Hiertoe betrad hij de tunnel aan de oostzijde met professionele apparatuur en experts. Holmberg was van mening dat het westelijk deel, waar de trein en lichamen zich bevinden, was ondergelopen met water. De expeditie bleek vruchteloos.
In 2006 bracht de Virginia Historical Society het nieuws naar buiten dat het samen met andere partijen een onderzoek had ingesteld naar een nieuwe reddingsoperatie voor de trein. De vereniging wilde de trein vervolgens herstellen en tentoonstellen. History Channel gaf in eerste instantie aan geïnteresseerd te zijn in het bekostigen en filmen van de actie. Na een proefboring en verkenning met een inspectiecamera bleek echter dat de tunnel niet zozeer was ondergelopen met water, maar met zilt water, waarna gevreesd werd voor meer zinkgaten indien de operatie door zou gaan. Ook waren de geraamde kosten op dat moment erg hoog: ruim 5 miljoen dollar. Daarnaast zijn de meningen over de reddingsactie verdeeld: sommigen vinden dat de plaats inmiddels een grafmonument is geworden en daarom met rust gelaten dient te worden. Het project werd daarom door het stadsbestuur in de ijskast gezet.

## Traject en omgeving
De tunnel liep vanaf Cedar Street, pal naast Jefferson Park, in oostelijke richting naar East Grace Street, vlak bij Chimborazo Community Garden. Het gebied achter de uitgang aan de oostzijde is anno 2024 een moerassig gebied en het open gedeelte van de tunnel is ondergelopen met water. Bij het westportaal is een plakkaat aangebracht ter herinnering aan het noodlottige ongeval van 1925.

## Legende
De Church Hill Tunnel komt voor in de legende van de zogenaamde Richmond Vampire. Onderzoek heeft uitgewezen dat de waargenomen gedaante waarschijnlijk stoker Benjamin Mosby was, die tijdens het verlaten van de tunnel door de gescheurde stoomketel zeer verwond was.

## Galerij

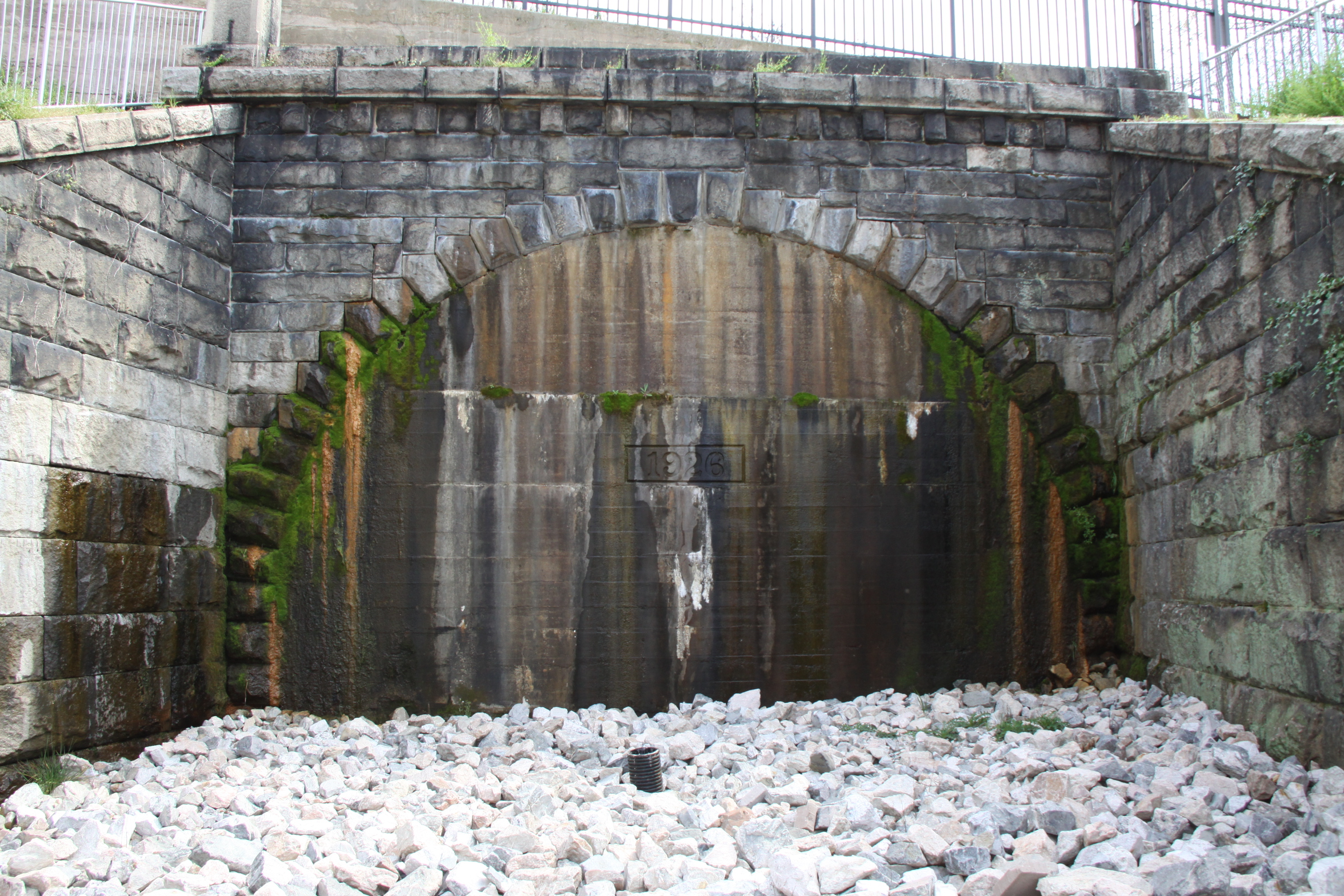
Afgesloten westportaal (2012)
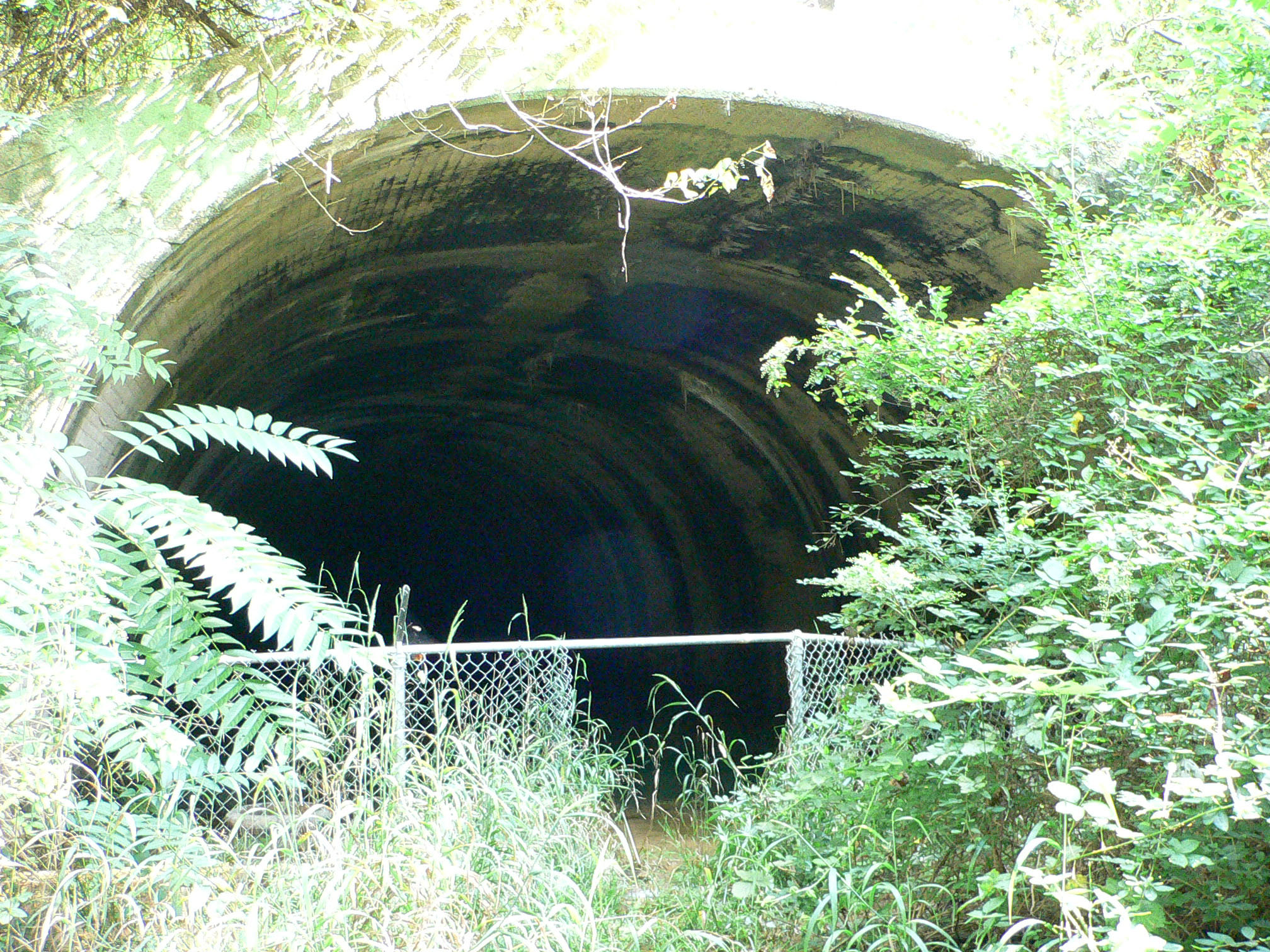
Oostelijke tunnelingang (2010)
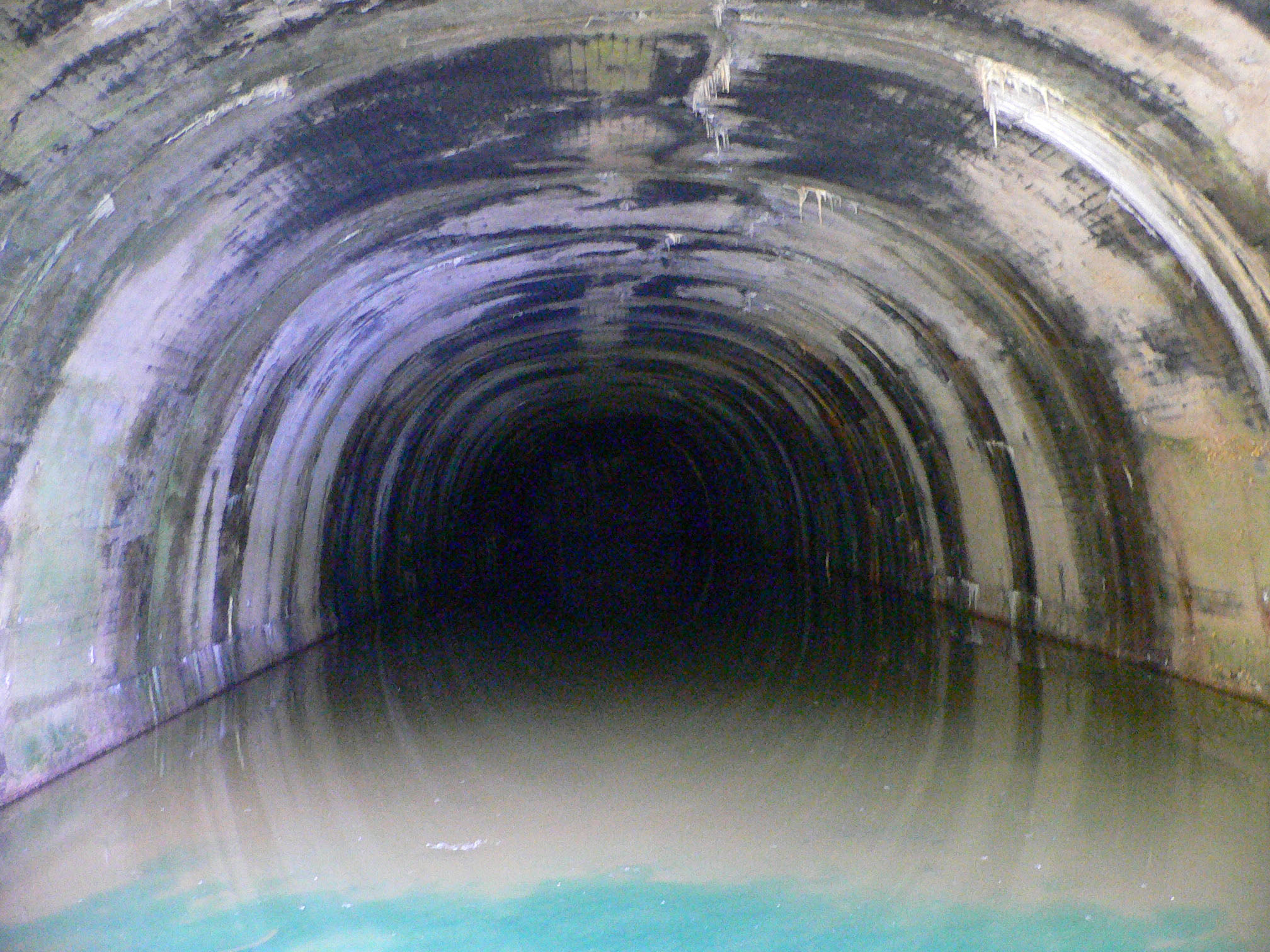
Binnenin de tunnel, oostzijde (2010)
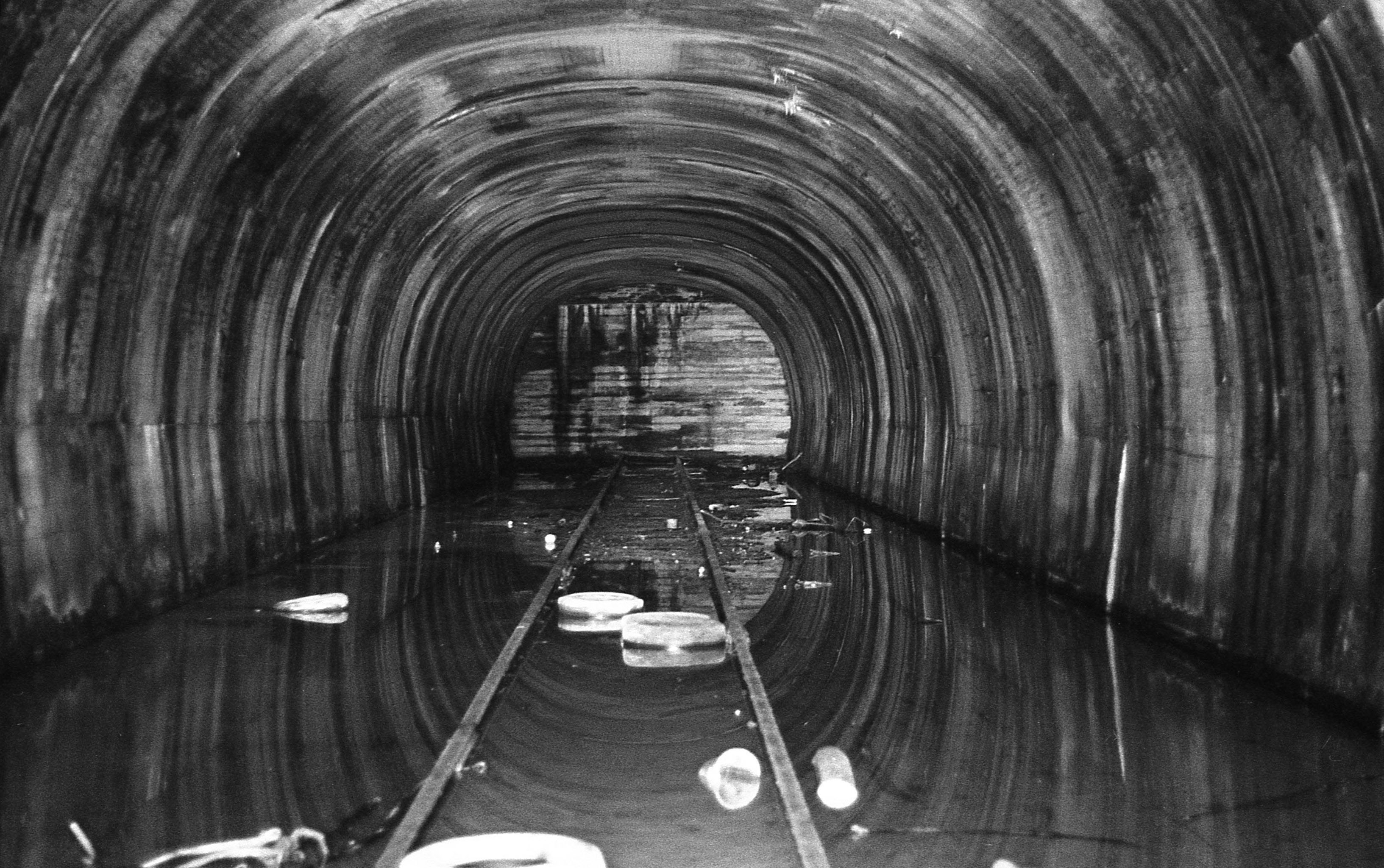
Binnenin de tunnel, oostzijde (1981)

- Library of Congress Control Number: sh2011004624
- Nationale Bibliotheek van Israël: 987007572619505171